# Gospodar prstenova: Prstenova družina
Gospodar prstenova: Prstenova družina (eng. The Lord of the Rings: The Fellowship of the Ring) je fantastični pustolovni film  Petera Jacksona iz 2001. i prvi iz trilogije Gospodar prstenova, temeljen na slično naslovljenom romanu  J.R.R. Tolkiena. Jackson je počeo raditi na projektu 1995., prvotno zamišljenom kao dvodijelna adaptacija Tolkienova djela. Sljedećih šest godina, projekt se proširio na tri filma snimljena u 15 mjeseci na  Novom Zelandu.
Mračni gospodar Sauron traži Jedinstveni Prsten kojim će pokoriti Međuzemlje. Prsten se našao u rukama mladog  hobita  Froda Bagginsa, koji ga mora uništiti kako bi porazio Saurona i njegove snage. Sudbina Međuzemlja ovisi o Frodu i osam njegovih prijatelja iz  Prstenove družine. Tako počinje putovanje na Kletu goru u zemlji Mordor; to je jedino mjesto na kojem se Prsten može uništiti.
Objavljen 19. prosinca 2001., film je zaradio pohvale i od kritike i od publike, a ovi potonji su često navodili kako film vjerno prati originalnu priču. Bio je to veliki box-office uspjeh, zaradivši 871 milijun dolara diljem svijeta, i drugi najuspješniji film 2001. u SAD-u i u ostatku svijeta (iza filma  Harry Potter i Kamen mudraca), čime je postao petim najuspješnijim filmom svih vremena u to vrijeme. Film je osvojio 5 BAFTA nagrada, uključujući one za najbolji film i redatelja.

## Radnja
Prolog, kojeg pripovijeda Galadriel, prikazuje moćnoga Saurona koji kuje Jedinstveni Prsten kojim će pokoriti Međuzemlje preko porobljavanja nosača Prstenova moći - moćnih magičnih prstenova koji su dati svakoj rasi -  Vilenjacima, Patuljcima i  Ljudima. Formiran je Posljednji savez vilenjaka i ljudi kako bi se suprotstavio Sauronu i njegovim snagama u podnožju Klete gore, ali iznenada se pojavljuje sam Sauron kako bi ubio Elendila, kralja Arnora i Gondora, i Gil-galada, Uzvišenog Kralja Noldora. Tada Isildur zgrabi slomljeni mač svoga oca i odsječe Sauronovu ruku. Udarac odsječe Sauronove prste, odvojivši ga od Prstena i poražava njegovu vojsku. Međutim, kako je Sauronov život vezan s prstenom, on nije sasvim poražen sve dok se sami prsten ne uništi. Isildur odnosi Prsten i podilazi iskušenju, odbijajući ga uništiti. Ne dugo nakon toga mu  orci spremaju zasjedu i ubijaju ga, a prsten biva izgubljen u rijeci u koju je Isildur pao.
Prsten je pronađen dva i pol tisućljeća poslije, kada dolazi do stvorenja  Golluma, koji ga odnosi u podzemlje na pet stoljeća, a prsten daje Gollumu "neprirodno dug život". No, prsten- imajući vlastitu volju- ga napušta, a pronalazi ga  hobit Bilbo Baggins, na veliku Gollumovu žalost. Bilbo se vraća svojem domu u Shire s Prstenom, a priča se nastavlja šezdeset godina poslije. Na svoj 111. rođendan, Bilbo ostavlja Prsten svojem nećaku i posvojenom nasljedniku  Frodu Bagginsu. Čarobnjak Gandalf ubrzo saznaje da je to Jedinstveni Prsten te ga pošalje sa  Samom u Bree, s planom da se sastanu s njim nakon što on ode u Isengard kako bi se sastao sa Sarumanom. Saruman otkriva da su Utvare prstena napustile Mordor kako bi uzeli Prsten i ubili bilo koga tko ga nosi; kako se već pokorio Sauronu, zarobljava Gandalfa na vrhu Orthanca. Frodu i Samu se ubrzo pridružuju hobiti Merry i Pippin. Nakon što su susreli Nazgûle na putu, uspijevaju doći u Bree gdje upoznaju čovjeka zvanog  Strider, koji ih pristaje odvesti do Rivendella. Pristaju samo zato što Gandalf nije tamo da ih vodi. Nakon putovanja, provode noć u Weathertopu, gdje ih napadaju Nazgûli. Strider ih uspijeva odbiti, ali Frodo biva teško ranjen mačem, pa uz pomoć vile Arwen moraju brzo stići u Rivendell zbog liječenja. Dok ih progone, Froda nosi Arwen do vilenjačkog utočišta Rivendell, gdje ga liječi njezin otac, Elrond.
U Rivendellu, Frodo se ponovno sastaje s Gandalfom, koji mu ne daje objašnjenje zašto se nije mogao sastati s njima u Breeju kako je bilo planirano. U međuvremenu, traju sastanci između grupe ljudi, viljenjaka i patuljaka, a Elrond saziva vijeće kako bi se odlučilo što će se napraviti s Prstenom. Prsten se može uništiti samo bacanjem u užarenu lavu Klete gore, gdje je iskovan. Kleta gora nalazi se u Mordoru, pokraj Sauronove tvrđave Barad-dûr, pa će to biti nevjerojatno opasno putovanje. Frodo, osjećajući povezanost s prstenom, se dobrovoljno javlja da odnese prsten na Kletu goru jer se ostali svađaju tko bi trebao i tko ne bi trebao odnijeti prsten. Pridružuju mu se njegovi prijatelji hobiti i Gandalf, kao i Strider, za kojeg se otkriva da je Aragorn, pravi nasljednik trona Gondora. S njima putuju i Vilenjak Legolas, Patuljak Gimli i Boromir, sin vladara Gondora. Zajedno okupljaju  Prstenovu družinu. Družina polazi i pokušava prijeći Caradhras, ali ih zaustavljaju Sauronove čarobnjačke moći. Prisiljeni su putovati ispod planine kroz Rudnike Morije. Nakon što su se našli u Rudnicima, Pippin slučajno odaje njihovu prisutnost grupi orka. Družina nakon toga nalijeće na Balroga, drevnog demona vatre i sjene, na Mostu Khazad-dum. Gandalf se suprotstavlja Balrogu na mostu, dajući tako vremena ostalima da pobjegnu iz rudnika, dok on pada s demonom u provaliju.
Grupa odlazi u Lothlórien, gdje se stavljaju pod zaštitu vladara tog područja, Galadriel i njezinog muža Celeborna. Nakon odmora, odlučuju otputovati na rijeku Anduin prema Parth Galenu. Po dolasku u Parth Galen, Boromir pokuša oduzeti Prsten Frodu, koji uspijeva pobjeći stavivši prsten na svoju ruku. Znajući da će iskušenje koje isijava Prsten biti preveliko za Družinu, Frodo ih odlučuje napustiti i otići u Mordor sam. U međuvremenu, ostatak družine napadaju Uruk-haiji. Merry i Pippin, shvativši da Frodo odlazi, skreću pozornost orka, puštajući tako Frodu da pobjegne. Boromir odjuri pomoći dvojici hobita, ali ga smrtno ranjava zapovjednik Orka Lurtz, a Merry i Pippin su zarobljeni. Aragorn, Legolas i Gimli pronalaze Boromira, koji požali što je pokušao ukrasti Prsten i umire. Odlučuju se dati u potjeru za orkama i spasiti hobite, ostavljajući Froda njegovoj sudbini. Sam se pridružuje Frodu prije nego što je otišao, a dvojica hobita nastavljaju put u Mordor.

## Glavne uloge
- Elijah Wood - Frodo Baggins:  Hobit koji nasljeđuje Jedinstveni Prsten od ujaka,  Bilba Bagginsa. Većinom je u društvu prijatelja, hobita Samwisea Gamgeeja.
- Sean Astin - Samwise Gamgee: Poznatiji kao Sam, je hobit, Frodov zaštitnik i prijatelj. Nakon što su ga uhvatili u prisluškivanju, Sam je postao Frodov pratilac, a otada mu postaje odan.
- Viggo Mortensen - Aragorn: Šumar iz Dunedaina i nasljednik Gondorskog prijestolja. Putuje s  Družinom na njihovu putovanju u Mordor. Nije siguran je li sposoban postati Kralj poslije neuspjeha njegova pretka, Isildura.
- Ian McKellen - Gandalf: Čarobnjak i mentor Froda Bagginsa, koji mu pomaže odlučiti što da uradi s Prstenom. Postaje vođa Družine nakon što je odlučeno da se Prsten vrati na Kletu goru i tamo uništi.
- Dominic Monaghan - Meriadoc Brandybuck: Poznatiji kao Merry, hobit i Frodov prijatelj. Pomaže mu u bijegu pred  orkama te putuje s Družinom na njihovu putovanju u Mordor, zajedno sa sa svojim najboljim prijateljem, Pippinom.
- Billy Boyd - Peregrin Took: Hobit, poznatiji kao Pippin i Frodov prijatelj. Putuje s Družinom na njihovu putovanju u Mordor, zajedno sa svojim najboljim prijateljem, Merryjem. Odan je, ali nestašan, često dosađuje Gandalfu.
- Sean Bean - Boromir: Princ Gondora, putuje s Družinom prema Mordoru, iako ga moć Prstena dovodi u iskušenje. Misli da Gondor ne treba Kralja, ali postaje Aragornov prijatelj.
- Orlando Bloom - Legolas: Princ Sjevernog Mrkodola Thranduila, vješt strijelac koji se pridružuje Družini na njihovu putovanju u Mordor.
- John Rhys-Davies - Gimli: Patuljak koji se pridružuje Družini za Mordor nakon što su pošli iz Rivendella. Ksenofobičan je prema Vilenjacima.
- Christopher Lee - Saruman: Pali predsjedatelj Vijeća Mudrih, koji je podlegao Sauronovoj moći. Nakon što je zarobio Gandalfa, stvara vojsku Uruk-haia kako bi pronašao i oteo Prsten od Družine.
- Sala Baker - Sauron: Glavni antagonist i naslovni lik priče koji je stvorio Jedinstveni Prsten kako bi pokorio Međuzemlje. Izgubio je Prsten od Isildura, a sada ga traži kako bi zavladao Međuzemljem. Ne može preuzeti fizički oblik, a duhovno je inkarniran kao Oko.
- Hugo Weaving - Elrond: Vilenjak, vladar Rivendella, koji vodi Elrondovo vijeće koje na kraju odlučuje uništiti Jedinstveni Prsten. Izgubio je vjeru u  Čovjekovu snagu nakon što je svjedočio Isildurovu neuspjehu tri tisuće godina prije.
- Cate Blanchett - Galadriel: Suvladarica Lothloriena, zajedno s mužem Celebornom. Pokazuje Frodu mogući ishod događaja u svojem zrcalu.
- Liv Tyler - Arwen: Vilenjakinja koja nosi Froda u Rivendell nakon što je proboden mačem. Ona je kćer Elronda i Aragornova ljubavnica. Daje Aragornu zastavu Gondora sa 7 zvjezdica.
- Ian Holm - Bilbo Baggins: Frodov ujak koji mu daje Prsten nakon što je odlučio povući se u Rivendell.
- Lawrence Makoare - Lurtz: Zapovjednik Sarumanove vojske orka koji vodi lov na Družinu na putu za Mordor.

Elijah Wood bio je prvi izabrani glumac, još 7. srpnja 1999. Prije početka snimanja 11. listopada 1999., glavni glumci vježbali su šest tjedana mačevanje, jahanje i veslanje. Jackson se nadao da će se tako stvoriti kemija među glumačkom ekipom koja će se osjetiti i na filmu, a osim toga, i da će se naviknuti na život u Wellingtonu. Kao rezultat, Sean Astin, tada otac jednog djeteta, počeo se brinuti o 18-godišnjem Woodu. Također su vježbali pravilno izgovarati Tolkienove rečenice.
Stuart Townsend originalno je angažiran za ulogu Aragorna. Međutim, Jackson je shvatio da je Townsend premlad te mu je trebao stariji glumac. Počela je potraga, a za manje od tri dana je izabran Viggo Mortensen. Producent Mark Odesky vidio je Mortensena u predstavi, a njegov sin, veliki obožavatelj knjige, nagovorio ga je da prihvati ulogu. Mortensen je pročitao knjigu u avionu, prošao brzu vježbu mačevanja i počeo snimati. Postao je popularan među ekipom jer je prigrlio metodičnu glumu pa je nosio svoj kostim i mač i izvan seta.

## Usporedba s izvornikom
Jackson, Walsh i Boyens napravili su brojne razlike u priči zbog tempa radnje i razvoja likova. Jackson je rekao da mu je glavna želja bila da snimi film fokusiran primarno na Froda i Prsten, okosnicu priče. Prolog je sažeo Tolkienovu pozadinsku priču, u kojoj je sedmogodišnja opsada Posljednjeg saveza Barad-dura jedna bitka, gdje Elendil jednostavno biva ubijen od strane Saurona, što iskorištava Isildur za svoj napad. Sauron je prikazan kako eksplodira, iako je Tolkien rekao da ga je samo napustio duh. Isildur sačuva Jedinstveni Prsten za uspomenu, ali ga on ne iskvaruje kao što je opisano u pripovijedanju. Savjetovano mu je da uništi Prsten, ali se ne spominje da on i Elrond odlaze na Kletu goru kao što je prikazano u kasnijem razgovoru između Elronda i Gandalfa.
Događaji s početka filma su sažeti ili izostavljeni. Glavna razlika je ta da Gandalf nije svjestan da je Bilbo spreman napustiti Shire. U knjizi, vrijeme koje je prošlo između trenutka kad Gandalf ostavlja Frodu Prsten i povratka kako bi se otkrio natpis na njemu je 17 godina, što je sažeto zbog vremenskog razloga. Osim toga, Frodo provodi nekoliko mjeseci pripremajući se za svoje putovanje u Bree što je skraćeno u jedan dan, kako bi se umanjila dramatska napetost. Likovi kao što su Tom Bombadil su izostavljeni zbog radnje kao i zbog povećanja prijetnje orka. Te sekvence su izostavljene i kako bi se ostavilo prostora za pojavljivanje Sarumana, koji se u knjizi pojavljuje samo u flashbacku u Dvije kule. Gandalfovo zatočeništvo je prošireno s prizorom borbe. Sarumanova uloga je povećana: on je kriv za snježnu mećavu u Caradhrasu, uloga preuzeta od duha u knjizi.
Jedan od značajnijih dodataka je onaj da Aragorn mora prevladati svoju skepsu kako bi zatražio pravo nad kraljevstvom. Ovaj element nije prisutan u knjizi, gdje Aragorn namjerava zatražiti prijestolje u pravo vrijeme. Sve je to napravljeno zbog Jacksonova uvjerenja da se svaki lik mora promijeniti ili saznati nešto tijekom priče. Arwen Evenstar također ima veću ulogu u filmu, zamijenivši lik iz knjige, Glorfindel, u spašavanju Froda. Lik Elronda također se razlikuje od svog književnog predloška; u filmu on sumnja da  Ljudi mogu preživjeti bez Kralja. Knjiga jednostavno završava bez dramatičnog završetka, jer je Tolkien napisao jedinstvenu priču objavljenu u tri dijela. Jacksonovo djelo završava velikom bitkom, u kojoj predstavlja (neimenovanog) antagonista kojeg se u scenariju naziva Lurtz. U knjizi bitka koja dovodi do Boromirove smrti je ispričana u flashbacku u drugom poglavlju, dok je u filmu sve prikazano linearno. Dodavši zadovoljavajući kraj prije čekanja na sljedeći film, Aragorn je svjestan Frodove odluke da ode, dok je u knjizi Družina u kaosu.

## Produkcija
Jackson je s Christianom Riversom na priči počeo raditi u kolovozu 1997., dok je u isto vrijeme angažirao Richarda Taylora i Wetu Workshop da počenu stvarati njegovu interpretaciju  Međuzemlja. Jackson im je rekao da naprave Međuzemlje što uvjerljivije i vjerodostojnije, tako da ono izgleda kao da je izašlo iz stvarne povijesti.
U studenom, Alan Lee i John Howe počeli su izradu početnih koncepata scenografije. Lee je stvorio mjesta kao što su Rivendell, Isengard,  Moriju i Lothlórien. Weta i scenografski odjel počeli su pretvarati dizajne u arhitekturu, dok je Dan Hennah skautirao lokacije. 1. travnja 1999. ekipi se pridružila Ngila Dickson počevši dizajnirati kostime. Ona i 40 švelja izradili su 19 000 kostima.

## Nagrade
Film je 2002. osvojio 4 Oscara od 13 nominacija. Pobjedničke kategorije bile su fotografija, vizualni efekti, šminka i najbolji originalni glazbeni broj. Film je bio nominiran u kategorijama najboljeg sporednog glumca (Ian McKellen), scenografije, redatelja, montaže, najbolje pjesme, najboljeg filma, zvuka, dizajna kostima i scenarija. Također, film je 2002. osvojio i nagradu Saturn za najbolje specijalno DVD izdanje.
Nakon završetka kino prikazivanja, film se smjestio među deset najsupješnijih filmova širom svijeta, zaradivši više od 860 milijuna dolara.

## Kritike
Većina kritičara je hvalila prvi dio slavne trilogije. James Berardinelli je filmu dao 4 od 4 zvijezde: "S ovom produkcijom, Jackson je iskoristio "Gospodara prstenova" kako bi ponovno izumio fantastiku za kinematografiju na isti način na koji je knjiga ponudila bazu za napisanu riječ". Roger Ebert mu je dao 3 od 4 zvijezde i hvalio ga, ali priznao i sitne nedostatke: "Jako dobro napravljena pustolovina...No neki će požaliti što su Hobbiti izgurani u drugi plan i smanjeni u sporedne likove. I film se oslanja puno više na akcijske scene od Tolkiena".
Kritičar Večernjeg lista Arsen Oremović bio je prilično suzdržan i dao filmu dva od ukupno četiri 'kritičarska prsta': "Upravo zbog za maštu poticajnih Tolkienovih priča i njihovog kultnog obožavanja, Jackson je imao tešku zadaću makljaže s vlastitim projekcijama svakog čitatelja ponaosob, a u njegovim predodžbama pojedini likovi možda previše dolaze iz područja horora...Kaže se da slika govori više od stotinu riječi, ali nije baš tako. U ovom slučaju Tolkienovi junaci djeluju ipak prostije i viđenije nego u pisanim opisima. Po ikonografiji i vizualnim efektima, "Gospodar prstenova" djeluje ka izvrsna sublimacija najboljih dijelova "Mumije", "Jurskog parka", "Tomb Raidera" i neupitni gospodar FX filmova, nego kao posebno originalna i čarobna cjelina".

## Vanjske poveznice
- Službena stranica filmske trilogije
- Gospodar prstenova: Prstenova družina u internetskoj bazi filmova IMDb-a
- Gospodar prstenova: Prstenova družina na Rotten Tomatoes
- Kompletan popis glumaca koji su odbili uloge  Arhivirana inačica izvorne stranice od 2. listopada 2007. (Wayback Machine)
- Lokacije snimanja na Google Earth